# Emil Lindström
Karl Emil Lindström, född den 7 augusti 1885 i Alfta församling, Gävleborgs län, död den 27 augusti 1975 i Falun, var en svensk ämbetsman.
Lindström avlade studentexamen 1904 och juris kandidatexamen vid Uppsala universitet 1910. Han blev extra ordinarie notarie i Svea hovrätt 1910 och genomförde tingstjänstgöring 1912–1914. Lindström tjänstgjorde därefter vid länsstyrelsen i Gävleborgs län. Han var länsnotarie i Västmanlands län 1917–1927, länsassessor i Stockholms län 1927–1937 och landssekreterare i Kopparbergs län 1937–1950. Lindström var styrelseordförande i Jordbrukarbankens avdelningskontor i Falun 1937–1956 samt ordförande för Älvdalens sockens skogsmedelsfond 1937–1950 och för Orsa sockens skogsmedelsfond 1938–1950. Han blev riddare av Vasaorden 1933 och av Nordstjärneorden 1942 samt kommendör av andra klassen av sistnämnda orden 1949.